# Liste der Baudenkmale in Wetschen
In der Liste der Baudenkmale in Wetschen sind alle Baudenkmale der niedersächsischen Gemeinde Wetschen aufgelistet. Die Quelle der  Baudenkmale ist der Denkmalatlas Niedersachsen. Der Stand der Liste ist der 13. März 2021.

## Allgemein
In den Spalten befinden sich folgende Informationen:
- Lage: die Adresse des Baudenkmales und die geographischen Koordinaten. Kartenansicht, um Koordinaten zu setzen. In der Kartenansicht sind Baudenkmale ohne Koordinaten mit einem roten Marker dargestellt und können in der Karte gesetzt werden. Baudenkmale ohne Bild sind mit einem blauen Marker gekennzeichnet, Baudenkmale mit Bild mit einem grünen Marker.
- Bezeichnung: Bezeichnung des Baudenkmales
- Beschreibung: die Beschreibung des Baudenkmales. Unter § 3 Abs. 2 NDSchG werden Einzeldenkmale und unter § 3 Abs. 3 NDSchG Gruppen baulicher Anlagen und deren Bestandteile ausgewiesen.
- ID: die Objekt-ID des Baudenkmales
- Bild: ein Bild des Baudenkmales, ggf. zusätzlich mit einem Link zu weiteren Fotos des Baudenkmals im Medienarchiv Wikimedia Commons. Wenn man auf das Kamerasymbol klickt, können Fotos zu Baudenkmalen aus dieser Liste hochgeladen werden:

## Wetschen

### Gruppe: Hofanlage Spreckel
Die Gruppe „Hofanlage Spreckel“ hat die ID 34629138.

| Lage                                                 | Bezeichnung              | Beschreibung                                                            | ID       | Bild |
| ---------------------------------------------------- | ------------------------ | ----------------------------------------------------------------------- | -------- | ---- |
| Spreckeler Dorfstraße 29 52° 37′ 58″ N, 8° 26′ 15″ O | Wohn-/Wirtschaftsgebäude | 1853 wurde das Zweiständer-Hallenhaus unter einem Satteldach errichtet. | 34451507 |      |
| Spreckeler Dorfstraße 29 52° 37′ 58″ N, 8° 26′ 16″ O | Nebengebäude             | Das Fachwerkgebäude wurde unter einem Satteldach errichtet.             | 34451531 |      |

### Einzelbaudenkmale
| Lage                                          | Bezeichnung              | Beschreibung | ID       | Bild |
| --------------------------------------------- | ------------------------ | --- | -------- | ---- |
| An der Schule 13 52° 36′ 53″ N, 8° 26′ 55″ O  | Wohn-/Wirtschaftsgebäude | Das Vierständer-Hallenhaus wurde als massives Backsteingebäude um 1870 unter einem Satteldach errichtet. | 34451552 |      |
| An der Schule 13 52° 36′ 53″ N, 8° 26′ 55″ O  | Stallanbau               | Der Stallanbau aus Backstein steht unter einem Satteldach. | 34451631 |      |
| An der Schule 13 52° 36′ 53″ N, 8° 26′ 53″ O  | Backhaus                 | Das eingeschossige Fachwerkgebäude wurde Ende des 18. Jahrhunderts unter einem Satteldach errichtet. | 34451608 |      |
| Diepholzer Straße 52° 36′ 49″ N, 8° 27′ 22″ O | Kriegerdenkmal           | Für die Gefallenen des Ersten und des Zweiten Weltkrieges wurde ein Sandsteinquader auf einem Sockel aufgemauert. Auf dem Quader steht ein Soldat. Links und rechts davon befinden sich jeweils zwei Stelen mit aufgesetzten Kreuzen und Namensinschriften. | 34451582 | BW   |